# Захаров Костянтин Михайлович
Костянтин Михайлович Захаров (біл. Канстанцін Міхайлавіч Захараў; 2 травня 1985, м. Мінськ, СРСР) — білоруський хокеїст, центральний нападник. Виступає за «Юність» (Мінськ) у Вищій хокейній лізі. 
Вихованець хокейної школи «Юність» (Мінськ). Виступав за «Крила Рад» (Москва), ХК «Гомель», «Юність» (Мінськ), «Монктон Вайлдкетс» (QMJHL), «Вустер АйсКетс» (АХЛ), «Аляска Ейсес» (ECHL), «Пеорія Рівермен» (АХЛ), «Юніор» (Мінськ), «Динамо» (Мінськ).
У складі національної збірної Білорусі провів 4 матчі (1+1); учасник зимових Олімпійських ігор 2010 (4 матчі, 1+0). У складі молодіжної збірної Білорусі учасник чемпіонатів світу 2001, 2002, 2003, 2004 (дивізіон I) і 2005. У складі юніорської збірної Білорусі учасник чемпіонатів світу 2000, 2001 (дивізіон I), 2002 і 2003. 
Батько: Михайло Захаров.
Досягнення
- Чемпіон Білорусі (2006, 2009, 2010, 2011)
- Володар Кубка Білорусі (2009, 2010)
- Володар Континентального кубка (2011).